# Rivages/Casterman/Noir
Rivages/Casterman/Noir est une collection de romans noirs et de romans policiers en bande dessinée créée en 2008 par François Guérif et Matz au sein de la maison d'édition Casterman.
Selon le texte figurant au début de chacun des albums, la collection offre « un prolongement graphique à la collection Rivages/Noir ». De fait, celle-ci est constituée d'adaptations en bande dessinée de titres parus initialement chez Rivages.

## Publications
- 2008 : Pierre qui roule, roman de Donald E. Westlake, adaptation et dessins de Lax
- 2008 : Pauvres Zhéros, roman de Pierre Pelot, adaptation et dessins de Baru
- 2008 : Sur les quais, roman de Budd Schulberg, adaptation de Rodolphe, dessins de Georges Van Linthout
- 2008 : Nuit de fureur, roman de Jim Thompson, adaptation de Matz, dessins de Miles Hyman
- 2008 : Shutter Island, roman de Dennis Lehane, adaptation et dessins de Christian De Metter
- 2009 : Trouille, roman de Marc Behm, adaptation de Jean-Hugues Oppel, dessins Joe G. Pinelli
- 2009 : Coronado, roman de Dennis Lehane, adaptation et dessins de Loustal
- 2009 : La Guitare de Bo Diddley, roman de Marc Villard, dessins Jean-Christophe Chauzy
- 2009 : Brouillard au Pont de Bihac, roman de Jean-Hugues Oppel, dessins Gabriel Germain
- 2010 : L'Ultime Défi de Sherlock Holmes, roman de Michael Dibdin, adaptation d'Olivier Cotte, dessins Jules Stromboni
- 2010 : Prisonniers du ciel, roman de James Lee Burke, adaptation de Claire Le Luhern, dessins Marcelino Truong
- 2010 : Dernière station avant l'autoroute, roman de Hugues Pagan, adaptation de Didier Daeninckx, dessins Mako
- 2010 : Le Kid de L'Oklahoma, roman d'Elmore Leonard, adaptation et dessins Olivier Berlion
- 2011 : Un hiver de glace, roman de Daniel Woodrell, adaptation et dessins Romain Renard
- 2011 : L'Homme squelette, roman de Tony Hillerman, adaptation et dessins Will Argunas
- 2011 : Scarface, roman d'Armitage Trail, adaptation et dessins Christian De Metter
- 2011 : Rouge est ma couleur, roman de Marc Villard, adaptation et dessins Jean-Christophe Chauzy
- 2011 : Le Policier qui rit, roman de Maj Sjöwall et Per Wahlöö, adaptation de Roger Seiter, dessins Martin Viot
- 2011 : Adios Muchachos, roman de Daniel Chavarría, adaptation de Matz, dessins Paolo Bacilieri
- 2012 : Les Amis de Pancho Villa, roman de James Carlos Blake, adaptation et dessins Léonard Chemineau
- 2012 : Toubab or not Toubab, roman de Jean-Claude Derey, adaptation de Mathias Mercier, dessins Hector Sonon
- 2012 : L'Épouvantail, roman de Ronald Hugh Morrieson, adaptation d'Olivier Cotte, dessins Jules Stromboni
- 2013 : La Différence, roman de Charles Willeford, adaptation de Didier Daeninckx, dessins Mako
- 2013 : Cauchemar dans la rue, roman de David Goodis, adaptation et dessin David Sala
- 2013 : La Somnambule, roman Helen McCoy, adaptation de Stéphane Michaka, dessin de Jean-Louis Thouard
- 2013 : Carton blême, roman de Pierre Siniac, adaptation de Jean-Hugues Oppel, dessin de Boris Beuzelin